# 劉龍光
劉龍光（？—？），號昆绿，山東青州府益都縣人，明朝政治人物。

## 生平
崇祯九年（1636年）丙子科山東鄉試第四名舉人，崇禎十年（1637年），登丁丑科會試第二百三十三名，廷試三甲第六名进士。通政司观政，十一年四月授行人司行人。

## 家族
曾祖劉鐉，祖劉便用，父劉木。